# Bajhakhet
Bajhakhet – gaun wikas samiti w zachodniej części Nepalu w strefie Gandaki w dystrykcie Lamjung. Według nepalskiego spisu powszechnego z 2001 roku liczył on 706 gospodarstw domowych i 3592 mieszkańców (1892 kobiet i 1700 mężczyzn).